# 캐터리나 스코손
캐터리나 스코소네이(Caterina Scorsone, 1981년 10월 16일 ~ )는 캐나다의 배우이다.

## 출연 작품
- 노벰버 맨 (2014)
- 엣지 오브 다크니스 (2010)
- 앨리스 (2009)
- 프라이빗 프랙티스 (2007)
- 미싱 (2003)
- 레이티드 X (2000)
- 악마의 계산 (1999)
- 세번째 기적 (1999)
- 프리티 펀치 (1998)
- 포화 속의 용기 - 두 가족 (1997)
- 데스 콜 (1995)

### 텔레비전
- 프라이빗 프랙티스 (2010-13)
- 그레이 아나토미 (2010-현재)